# ラリー・ズビスコ
ラリー・ズビスコ（"The Cruncher" Larry Zbyszko、本名：Lawrence Whistler、1953年12月5日- ）は、アメリカ合衆国の元プロレスラー。イリノイ州シカゴ出身のポーランド系アメリカ人。生年は1951年ともされる。
ベビーフェイスとして活動後、WWFにて師匠のブルーノ・サンマルチノを裏切ったというアングルのもとヒールに転向。以降、1980年代から2000年代にかけて、NWA、AWA、WCW、TNAなど各団体で活躍した。息子のティム・ズビスコもプロレスラーであり、インディー団体で活動している。

## 来歴

### WWWF - WWF
ハイスクールからペンシルベニア州立大学を通してレスリングで活動後、ブルーノ・サンマルチノとニュートン・タットリーのトレーニングを受け、彼らがプロモートしていたペンシルベニア州ピッツバーグでの興行において1972年9月1日にデビュー。ポーランド系の出自ということもあり、リングネームは戦前に活躍したポーランドの伝説的レスラー、スタニスラウス・ズビスコにあやかって付けられた。
ピッツバーグや太平洋岸北西部での活動を経て、1974年よりWWWFへ本格的に参戦。「ニューヨークの帝王」サンマルチノの愛弟子として、ベビーフェイス陣営の重鎮だったゴリラ・モンスーンやヘイスタック・カルホーンのパートナーにも起用され、バリアント・ブラザーズ、キラー・コワルスキー、ボビー・ダンカン、ニコライ・ボルコフなどと対戦してキャリアを積む。同年はプロレスリング・イラストレーテッド誌の新人賞を受賞。翌1975年9月にはサンマルチノの斡旋で全日本プロレスに初来日している。
ジョージア、フロリダ、ノース&サウスカロライナ、ロサンゼルスなどNWAの各テリトリーも転戦しつつ、1977年よりWWWFに定着。1978年11月21日にはトニー・ガレアと組んでピエール&エリックのユーコン・ランバージャックスからWWWF世界タッグ王座を奪取、翌1979年3月6日にジョニー&ジェリー・バリアントに破れるまで戴冠した。
その間、ビンス・マクマホン・シニアのブッキングで1978年6月に新日本プロレスに来日。新日本には1979年4月の第2回MSGシリーズにも参加し、予選で星野勘太郎に2勝して決勝リーグに進出。アントニオ猪木や藤波辰巳、アンドレ・ザ・ジャイアントやスタン・ハンセンとも公式戦で対戦したが、パートナーのガレアから1勝を挙げたのみの戦績で終わった。
WWWFがWWFに改称してからも、若手のベビーフェイスとして新王者ボブ・バックランドやサンマルチノのパートナーを務めたが、1980年1月22日に行われたサンマルチノとのエキシビション・マッチでヒールに転向。恩師を裏切った男として観客の大ブーイングを浴びる。以降、かつての師匠との遺恨試合を東部一帯で繰り広げ、同年8月9日にはシェイ・スタジアムに3万6295人の大観衆を集めた "Showdown at Shea" のメインイベントでスチール・ケージ・マッチを行った。

### NWA - AWA

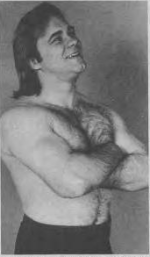
1981年

1981年にWWFを離れてからは、ブルーノ・サンマルチノが参画していた北東部のインディー団体IWFに出場。その後はジム・バーネットの主宰するNWAジョージア地区を主戦場に、ポール・オーンドーフやトミー・リッチ、サンマルチノの息子デビッド・サンマルチノらと抗争した。1983年3月にはキラー・ブルックスから2万5000ドルでNWAナショナル・ヘビー級王座を買い取るというアングルを展開、タイトルは4月30日に剥奪されるが、6月5日にトーナメント決勝でミスター・レスリング2号を破り奪還に成功している。この間、1981年7月と1982年10月に、サンマルチノの仲介で全日本プロレスに再来日した。
1984年からはAWAに参戦。持ち前のマイクパフォーマンスの才能を活かし、同時期にWWFで悪党人気を博していたロディ・パイパーを意識したようなヒールとして活動するが、二番煎じの感は否めなかった（パイパーが1986年4月7日のレッスルマニア2でミスター・Tとボクシング・マッチを行ったように、ズビスコも同年4月20日にAWAが開催した "Wrestle Rock" なるイベントで元プロボクサーのスコット・レドゥーとボクシング・マッチを行っている）。同年下期からはマサ斎藤や剛竜馬、アメリカ修行中の高野俊二（スーパー・ニンジャ）ら日本人ヒールと結託し、ニック・ボックウィンクルやジミー・スヌーカ、マーティ・ジャネッティ&ショーン・マイケルズのミッドナイト・ロッカーズなどと抗争した。
1987年からはジム・クロケット・ジュニアの運営するNWAミッドアトランティック地区に転出するが、1989年よりAWAに復帰。同年2月7日、ミネソタ州セントポールで行われたバトルロイヤルで優勝し、第36代のAWA世界ヘビー級チャンピオンとなる。以後、ケン・パテラ、サージェント・スローター、ワフー・マクダニエル、グレッグ・ガニア、バロン・フォン・ラシク、そして因縁のデビッド・サンマルチノらを相手に防衛戦を行った。1990年2月10日、新日本プロレスの東京ドーム大会でマサ斎藤に敗れ王座を失うが、4月8日にセントポールにて奪回に成功。しかし、活動停止寸前のAWAに見切りをつけ、同年12月にWCWに移籍。タイトルは剥奪されるが、翌年にAWAが崩壊したため、結果として彼が「最後のAWA世界王者」ということになった。

### WCW
WCW移籍初期はアーン・アンダーソンとのタッグチーム「ジ・エンフォーサーズ（The Enforcers）」で活動し、1991年9月5日、空位となっていたWCW世界タッグ王座を獲得。マイケル・ヘイズ&ジミー・ガービンのファビュラス・フリーバーズやスタイナー・ブラザーズなどを相手に防衛戦を行ったが、11月19日にリッキー・スティムボート&ダスティン・ローデスに奪取された。その後はポール・E・デンジャラスリー率いるヒール軍団デンジャラス・アライアンスに加入し、リック・ルード、ボビー・イートン、"スタニング" スティーブ・オースチン、メデューサらと共闘。スティムボート、スティング、バリー・ウインダム、ロン・シモンズらベビーフェイス勢と抗争を展開した。
1994年にフェイスターンを行い、5月2日にロード・スティーブン・リーガルを破ってWCW世界TV王座を獲得。これがメジャー団体における最後のタイトル戴冠となった。セミリタイア後の1995年からはカラー・コメンテーターに転じていたが、1990年代後半にnWoが登場するとエリック・ビショフとの抗争アングルが組まれ、一時的にリングに復帰。1997年12月27日のPPVイベント『スターケード』において両者は対戦している。続く1998年1月24日の『ソールド・アウト』ではスコット・ホールと対戦したが、ズビスコ、ビショフ、ホールはAWA末期からの因縁深い間柄でもあった。

### TNA - 近年

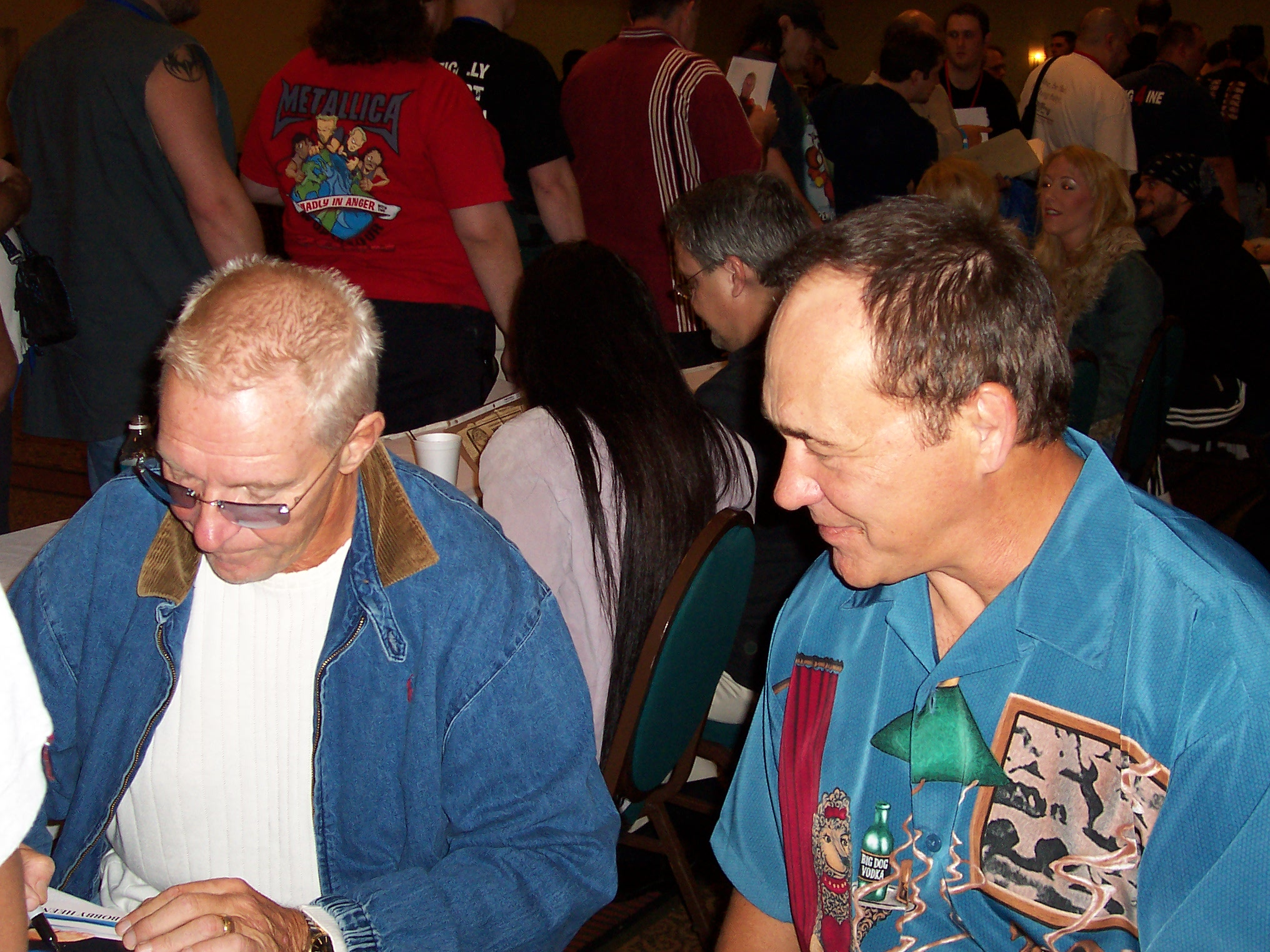
左はボビー・ヒーナン（2005年）

2001年のWCW崩壊後はダスティ・ローデスのTCWなどインディー団体への参加を経て、2003年よりTNAに登場。当初はベビーフェイスの立場だったが、2005年にジェフ・ジャレットと結託してヒールに転向。タイトルマッチ管理委員会のエグゼクティブ・プロデューサーとしてレイヴェンと抗争し、2006年7月16日開催の "TNA Victory Road" では髪切りマッチに敗れて丸坊主にされた。
2006年11月にTNAを離脱してからは、AWAスーパースターズ・オブ・レスリングなど各地のインディー団体に参加。2008年2月5日には、田中将斗の王座剥奪で空位になっていたAWAスーパースターズ世界ヘビー級王者に認定された。2009年からは、フロリダ州ラルゴのFIPにてエグゼクティブ・ディレクターを担当。2010年3月にはカナダ・マニトバ州ウィニペグのWFXに登場し、ジェシー・ゴダーズと組んでブッシュワッカー・ルーク&ユージン・ディンズモアと対戦した。
WWFを離れて以来、師匠ブルーノ・サンマルチノのキャッチフレーズ「リヴィング・レジェンド（Living Legend）」を自らのニックネームに冠している。彼はサンマルチノがビンス・マクマホンと決別する以前の1980年代初頭からWWEとは絶縁状態となり、一貫して反WWE（反ビンス・マクマホン）の姿勢を取り続けていたが、2013年にサンマルチノがWWE殿堂に迎えられた際には式典に姿を見せ、NXTにも出演。2015年にはズビスコ自身も殿堂入りを果たし、式典ではブルーノ・サンマルチノがインダクターを務めた。

## 得意技
- ラリーランド・ドリーマー（LarryLand Dreamer）
- パイルドライバー
- フィギュア・フォー・レッグロック

## 獲得タイトル
WWWF / WWE
- WWWF世界タッグ王座：1回（w / トニー・ガレア）[10]
- WWE殿堂：2015年度[4]

ジョージア・チャンピオンシップ・レスリング
- NWAナショナル・ヘビー級王座：2回[16]

アメリカン・レスリング・アソシエーション
- AWA世界ヘビー級王座：2回[21]

ワールド・チャンピオンシップ・レスリング
- WCW世界タッグ王座：1回（w / アーン・アンダーソン）[24]
- WCW世界TV王座：1回[27]

AWAスーパースターズ・オブ・レスリング
- AWA世界ヘビー級王座（AWAスーパースターズ版）：1回[31]